# هوتویلا-باکاوی (آریزونا)
هوتویلا-باکاوی (به انگلیسی: Hotevilla-Bacavi) یک منطقهٔ مسکونی در ایالات متحده آمریکا است که در شهرستان ناواهو، آریزونا واقع شده‌است. هوتویلا-باکاوی ۳۰٫۴۵ کیلومتر مربع مساحت و ۵٬۰۵۳ نفر جمعیت دارد و ۱٬۹۱۹ متر بالاتر از سطح دریا قرار دارد.